# Жигулін гай
Жигулін гай (крим. Jıgulin Tereklik, рос. Жигулина Роща), історично Жегулін гай — місцевість Сімферополя, в Залізничному районі міста, колишнє село.

## Опис
Знаходиться на північному заході міста, примикає на півдні до залізничного вокзалу Сімферополя, на заході до Євпаторійського шосе та мікрорайону Українка, на сході до району Москільце, від якого відділений залізницею, на півночі обмежується об'їзною дорогою Ялтинської траси та кордоном міста.
Основні вулиці — Мелітопольська, Ракетна, Бітумна, Джанкойська, вулиця КІМ.
На території району знаходиться Меблева фабрика КІМ, Залізничний районний суд, Школа № 13, Церква Християн Віри Євангельської, Храм священомученика Йосафата Кримського екзархату УГКЦ.

## Історія
На території району знайдені ранньосередньовічні пам'ятки. У часи Кримського ханства тут знаходилися потужні гаї та чагарники, що росли далеко за Акмесджитом у північній стороні по річках Салгир та Слов'янка.
У перші роки після російської анексії Криму ці землі належали князю Г. О. Потьомкіну, і розташовувалися між двома основними дорогами — на Євпаторію та Москву.
Жегулін гай отримав назву на честь губернатора Семена Жегуліна, що купив тут землі після закінчення служби.
Це були великі володіння, що тягнулися до сучасного Бітумного, усього 1848 десятин землі. У центрі маєтку розташовувалася садиба, яку згодом С. С. Жегулін продасть академіку П. С. Палласу, а землі розкуплять інші власники.
У 1874 році південно-східну частину гаю перетнула Лозово-Севастопольська залізниця.
У 1905 році поблизу почалося будівництво Євпаторійського шосе, яке заасфальтували у другій половині XX століття.
У документах 1915 року під цією назвою вперше згадуються два хутори: Ломановського та Таюрського. Очевидно, всі ці десятиліття гай був просто гаєм.
Місцевість, засаджена садами, сотню років була однією з улюблених місць для заміських прогулянок жителів Сімферополя, доки не стала забудовуватися багатоповерхівками. Причому назва Жегулін гай була спотворена у Жигулін гай. Планомірна забудова розпочалася у 1929-30 роках. Було закладено перші три вулиці: Кірова (нині Мелітопольська), Радянська (нині Бітумна) та Вокзальна.
На землях Жигулиного гаю створюється колгосп імені Цюрупи, який очолив надісланий за рознарядкою донецький шахтар Дегтярьов. До самої війни Жигулін Гай залишався найближчим до міста селом, яке так і не увійшло офіційно до міської межі.
У роки Другої світової війни близькість вокзалу та залізниці стала для мешканців джерелом постійних тривог.
У 1957 році село увійшло до складу міста. Зараз тут практично нема величезних дерев, які колись відрізняли гай — нині це спальний район, а за залізницею розташований інститут ефіроолійних та лікарських рослин та управління ДАІ Криму.
У 2000-ні роки за шосе побудували ТРЦ «Меганом» з кінотеатром, куди за покупками та розвагами з'їжджаються з усього міста. Зараз місцевість більше відома за назвою район Євпаторійського шосе.
Під час російської окупації, у 2016 році у селі Сарайли-Кият (Мирне), що розташовується поруч, були знесені будинки людей та мечеть, і почали зводити однойменний житловий масив «Жигулін гай». У 2022 році будівництво було призупинено.